# 瑟爾喬阿拉鄉 (雅洛米察縣)
44°32′N 26°53′E / 44.533°N 26.883°E
瑟爾喬阿拉鄉（羅馬尼亞語：Comuna Sălcioara, Ialomița），是羅馬尼亞的鄉份，位於該國南部，由雅洛米察縣負責管轄，面積50平方公里，海拔高度65米，2007年人口2,399，人口密度每平方公里48人。